# Место проживания
Место проживания — терминология, под которой понимается каким-либо способом оформленное место индивидуума.

## Юридическая природа
Определение места проживания индивидуума бывает важно для определения суммы и места подлежащих уплате налогов, для совершения юридических процедур (например, в некоторых странах регистрация брака разрешается лишь одним из проживающим и желающим заключить брак), для получения услуг в государственных или муниципальных учреждениях (например, в детских садах и школах в России).
Юридические принципы оформление жилища в качестве «места проживания» в разных странах различна и определяется согласно действующим в данной стране юридическим нормам и обычаям. В одних случаях при определении «места проживания» учитывается прежде всего фактическое место пребывания индивидуума, в других случаях фактическое место пребывания индивидуума существенного значения не имеет и учитывается исключительно юридическая формальность процедуры оформления.

## Место проживания, место фактического проживания и регистрация
В России под местом проживания обычно понимают административно-территориальную единицу, на территории которой лицо преимущественно проживает большее время, чем в каждом из остальных местах фактического проживания. В России наряду с этими двумя терминами также используется термин регистрация — внесение в паспорт сведений о фактическом местонахождении индивидуума, а также внесение этих сведений в регистрационный учёт соответствующего специально уполномоченного органа исполнительной власти.

## в РФ
- Регистрационный учёт в Российской Федерации

В соответствии со ст.27 Конституции 
```
...каждый, кто законно находится на территории Российской Федерации, имеет право свободно передвигаться, выбирать место пребывания и жительства". Следовательно, закон разграничивает место временного пребывания гражданина и место его постоянного жительства. В первом он находится срочно — гостиница, санаторий и т.п. Вторым является место, где гражданин заявил о бессрочном - постоянном или преимущественном проживании: в качестве собственника, члена семьи, по договору найма (поднайма) либо на ином основании, предусмотренном законодательством Российской Федерации, — жилой дом, квартира, служебное жилое помещение, общежитие, специальный дом для одиноких и престарелых граждан, дом-интернат для инвалидов, ветеранов и подобные жилые помещения.
```